# La Torna (pel·lícula)
La Torna és una filmació de l'obra de teatre d'Els Joglars, La Torna, dirigida per Albert Boadella. El rodatge es va fer en vint-i-quatre hores ininterrompudes als ja desapareguts estudis Kine del carrer Port Bou de Barcelona l'any 1977 a càrrec d'un equip compost per tècnics cinematogràfics adscrits a l'Assemblea de Treballadors de l'Espectacle, ADTE. El muntatge i sonorització s'efectuà en els dos dies posteriors al rodatge i les llaunes de la còpia definitiva les va passar clandestinament per la frontera l'escriptor i periodista Joan de Sagarra atès que el film s'havia de projectar a l'acte de Perpinyà, per la llibertat d'expressió en suport a Els Joglars i contra el consell de guerra que pesava sobre ells. El film va ser seleccionat pel Forum del Festival de Berlín l'any 1978.

## Repartiment
- Elisa Crehuet
- Myriam De Maeztu
- Obdúlia Peredo
- Ferran Rañé
- Gabriel Renom
- Andreu Solsona
- Arnau Vilardebó